# اندرو گابل
اندرو گابل (انگلیسی: Andrew Gabel؛ زادهٔ ۲۳ دسامبر ۱۹۶۴) ورزشکار اسکیت سرعت اهل ایالات متحده آمریکا است.
وی در مسابقات کشوری و بین‌المللی در مجموع برندهٔ ۱ مدال نقره شده‌است.